# Polyptychus rougeoti
Polyptychus rougeoti är en fjärilsart som beskrevs av Robert H. Carcasson 1968. Polyptychus rougeoti ingår i släktet Polyptychus och familjen svärmare. Inga underarter finns listade i Catalogue of Life.